# Coix puellarum
Coix puellarum là một loài thực vật có hoa trong họ Hòa thảo. Loài này được Balansa mô tả khoa học đầu tiên năm 1890.